# Sarothroceras rhomboidea
Sarothroceras rhomboidea là một loài bướm đêm trong họ Noctuidae.